# Heather Vandeven
Heather Vandeven (Hollywood, Kalifornia, 1981. szeptember 6. –) amerikai pornószínésznő, 2007-ben a Penthouse magazin őt választotta Penthouse Petnek.

## Válogatott filmográfia
| - 2013 Pleasure Spa - 2012 Private Collection Book 1 (video) - 2012 Glamour Solos (video) - 2011 Franklin és Bash (TV series) - 2011 Busty Coeds vs. Lusty Cheerleaders (TV movie) - 2009-2011 Life on Top (TV series) | - 2010 Badass! (TV series) - 2010 Twisty Treats 1 (video) (as Heather Vandeven) - 2010 Housewives from Another World (video) - 2010 Girlfriends 2 (video) - 2010 Bikini Jones and the Temple of Eros (TV movie) - 2009 Lingerie (TV series) |